# Wildlife (natuur)
Wildlife is een uit het Engels overgenomen aanduiding voor niet-gedomesticeerde (wilde) dieren en andere organismen die in het wild leven.
De term ‘wildlife’ dateert uit het eind van de 19e eeuw en is populair geworden na ongeveer 1960. Het begrip werd aanvankelijk veel gebruikt door organisaties als het World Wide Fund for Nature, bekend van het Wereld Natuur Fonds, die (grote, iconische) wilde dieren in hun oorspronkelijke milieus willen beschermen zoals leeuwen en gorilla's in Afrika of olifanten en tijgers in Azië. Veel van deze dieren, met name de grote gewervelden, werden als wild bejaagd. Later kreeg ‘wildlife’ een wat bredere betekenis en rekende men ook planten en andere organismen er wel toe.
In het Nederlandse taalgebied wordt de term door enkele media en onderwijsinstellingen ook in ruimere zin gebruikt, zoals voor wilde dieren in gevangenschap (met name binnen dierentuinen), en wilde dieren waar ook ter wereld, inclusief Nederland en België.

## Statistieken
Een studie van Bar-On et al. (2018) gepubliceerd in de Proceedings of the National Academy of Sciences berekende dat, uitgedrukt in biomassa, dus niet in aantallen soorten, slechts 4% van alle zoogdieren op de Aarde wilde dieren zijn; 34% van alle zoogdieren zijn mensen en de overige 60% is vee dat door mensen beheerd wordt. 30% van alle vogels leeft in het wild, de overige 70% is pluimvee. Van het aandeel wilde zoogdieren die er geweest zijn sinds het begin van de menselijke beschaving, is 83% verloren gegaan door menselijke activiteiten; van de zeezoogdieren is 80% verloren gegaan, van de planten 50% en van de vissen 15%.

## Galerij

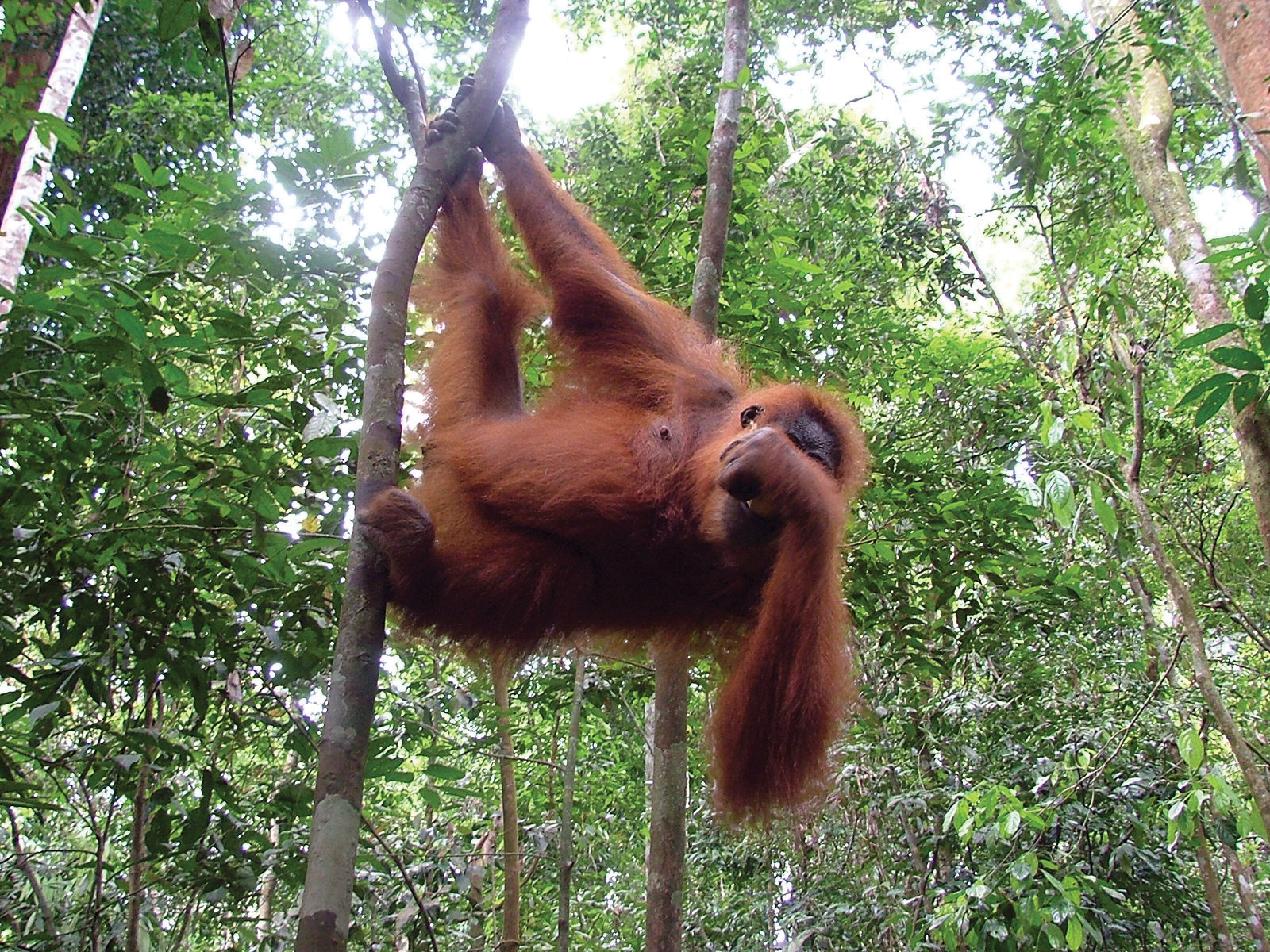
Orang-oetan op Sumatra
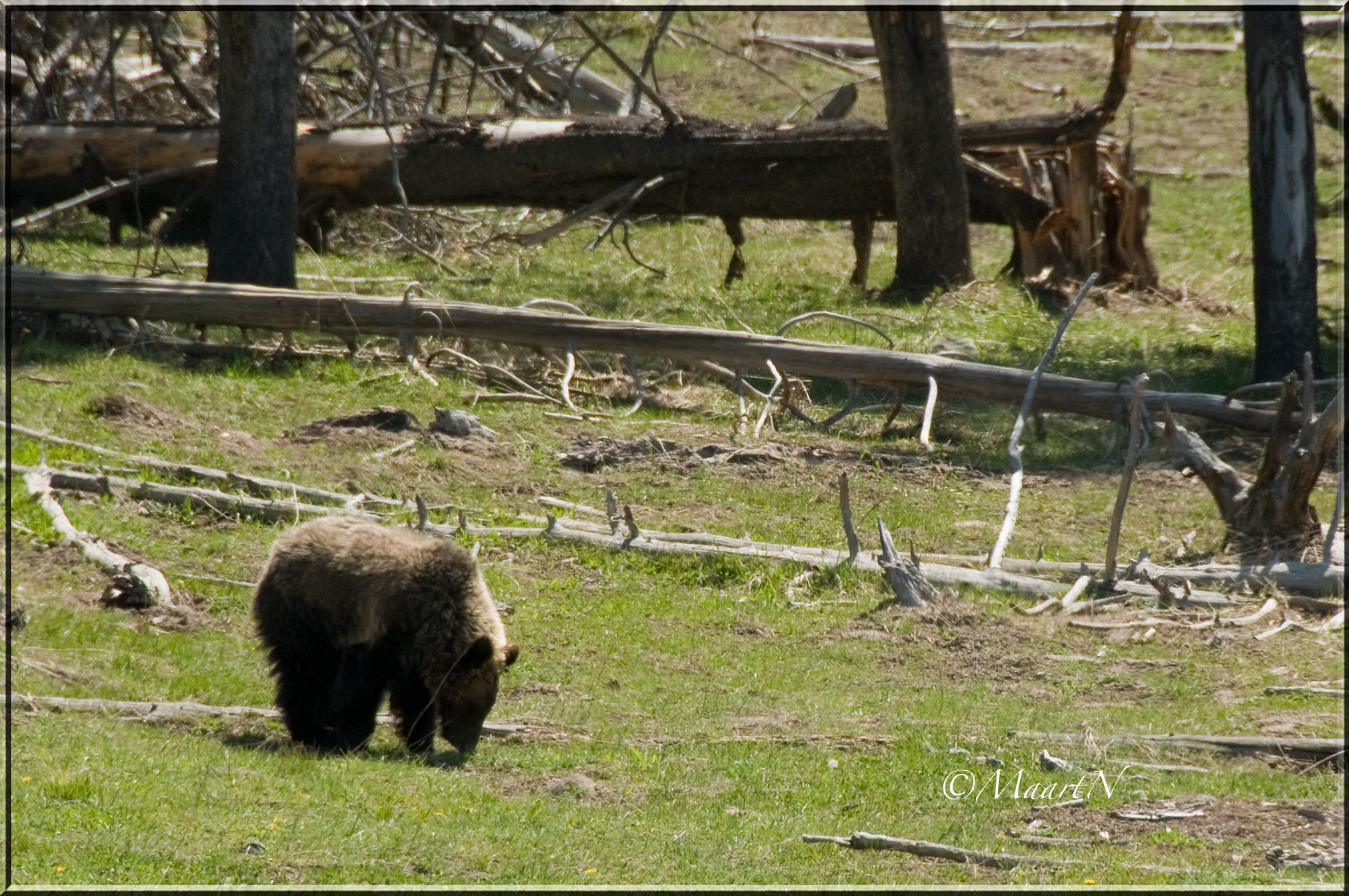
Grizzlybeer in Yellowstone National Park
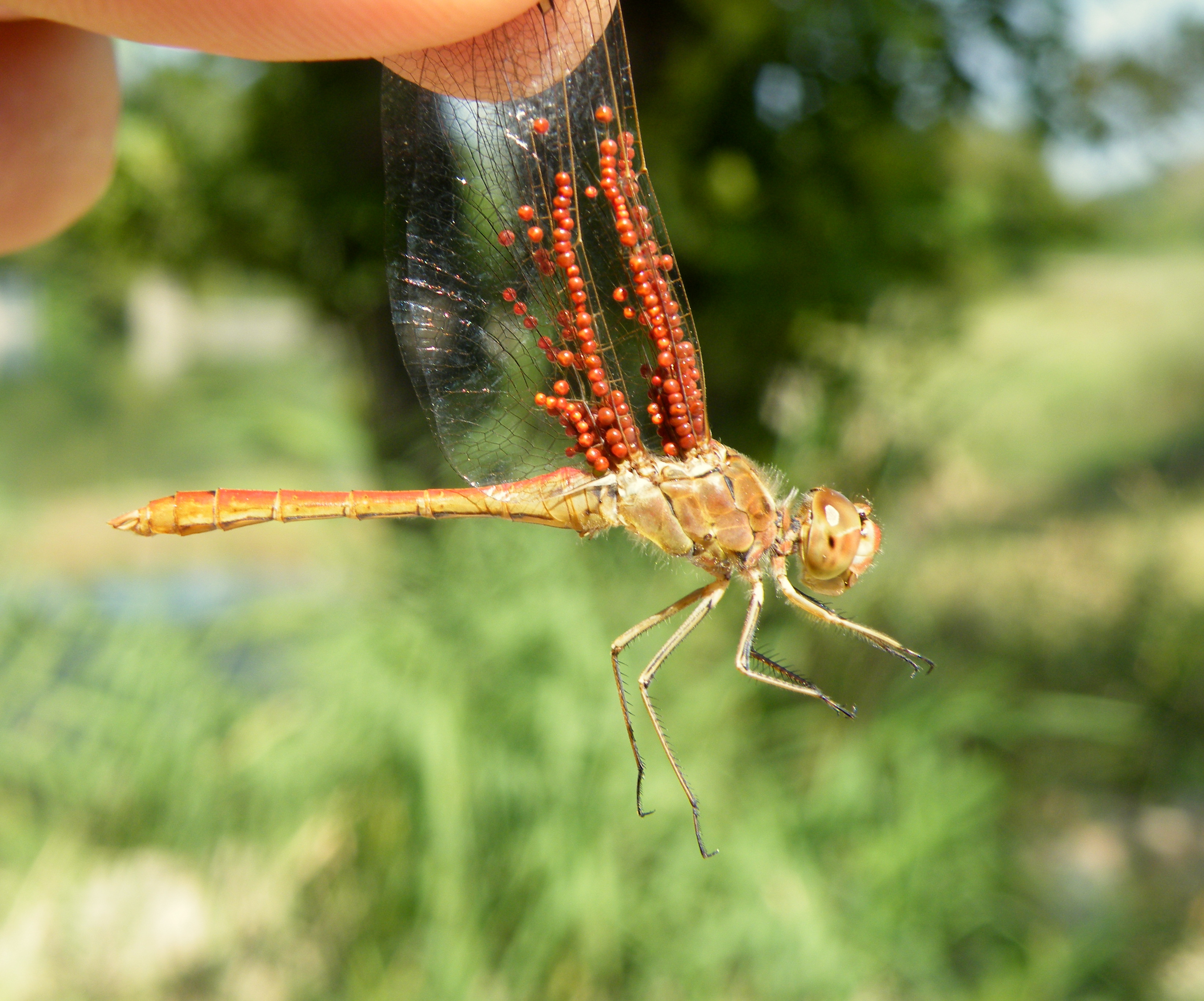
Zuidelijke heidelibel
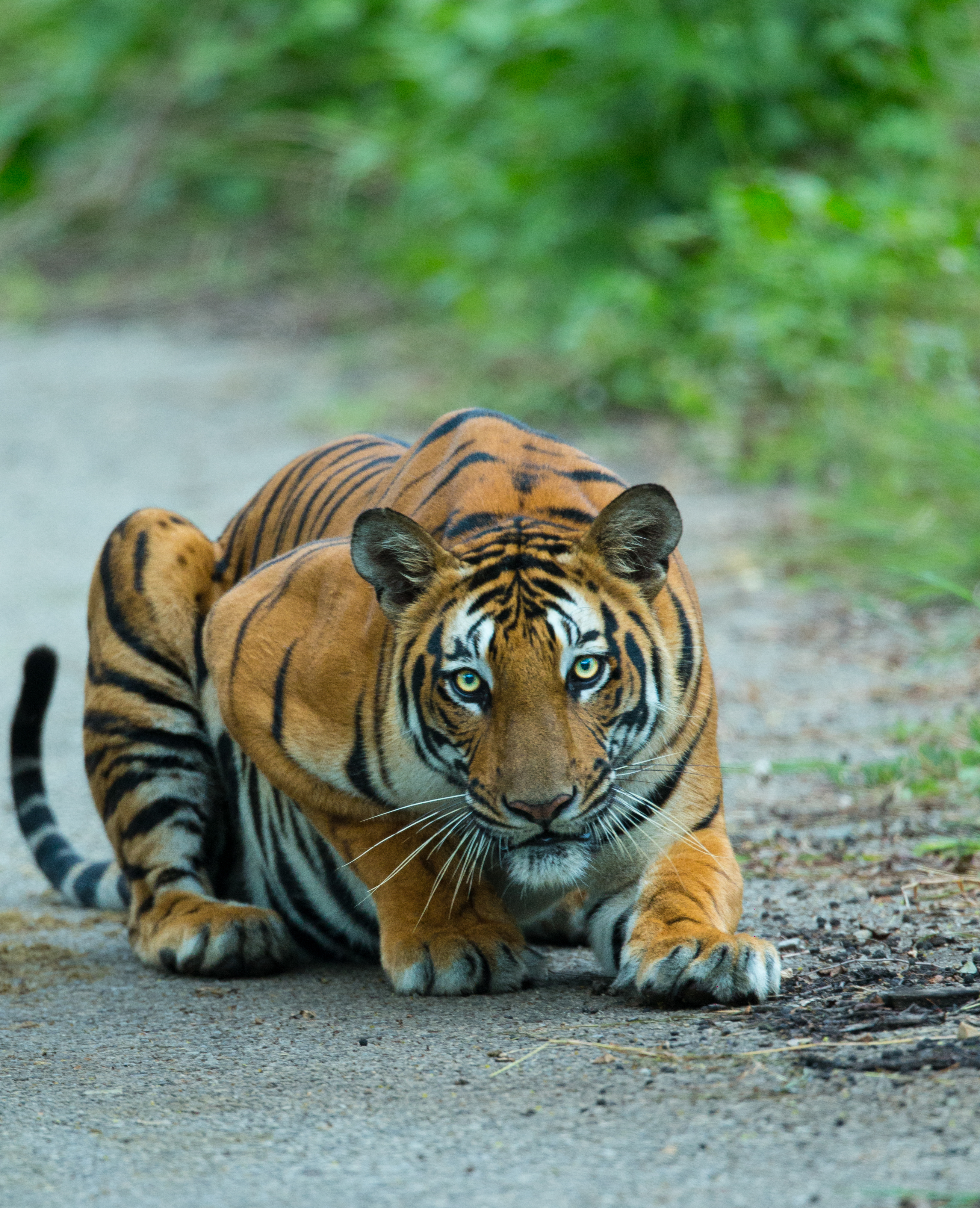
Tijger, Nationaal park Nagarhole, Karnataka (India)
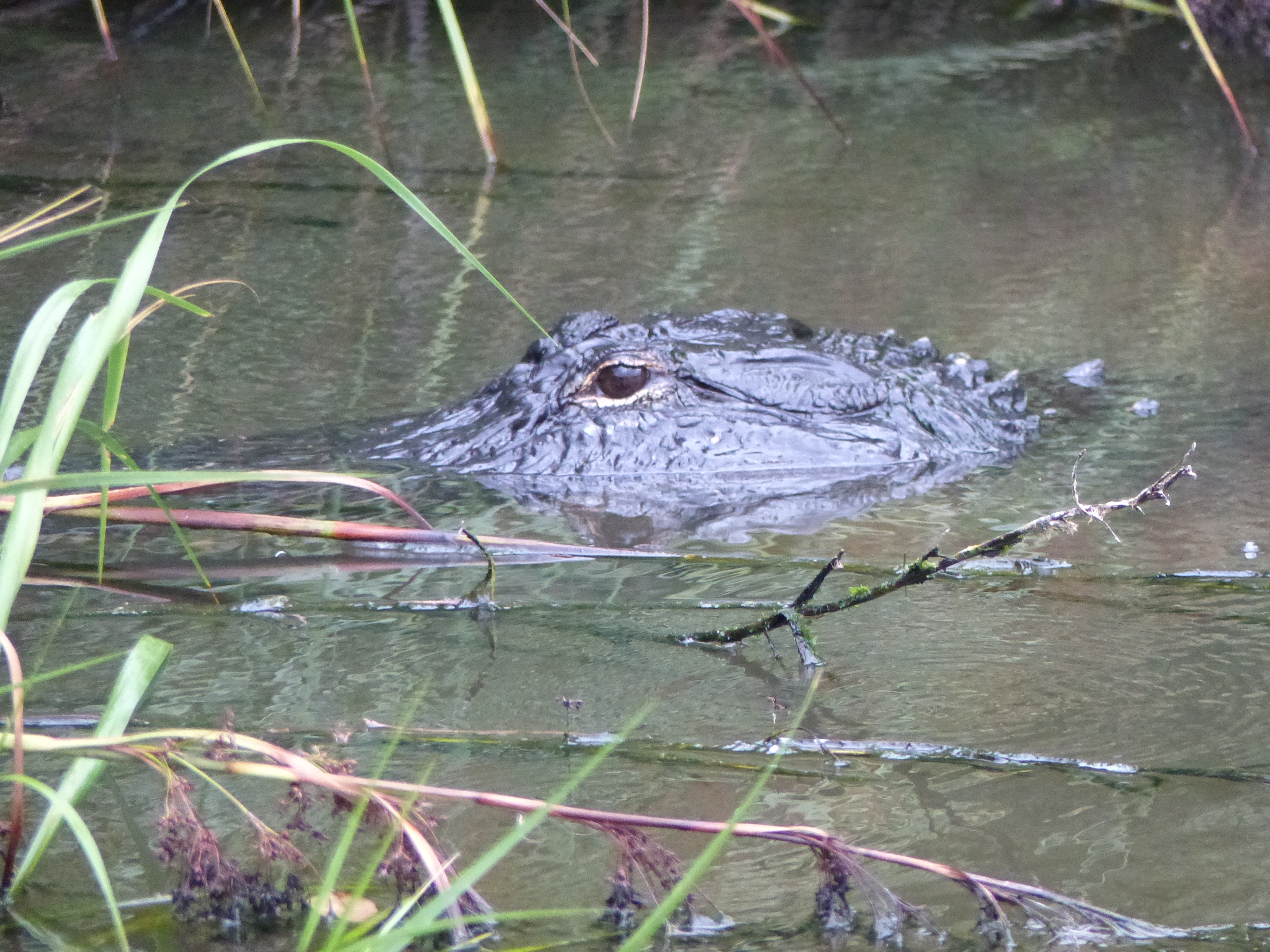
Alligator
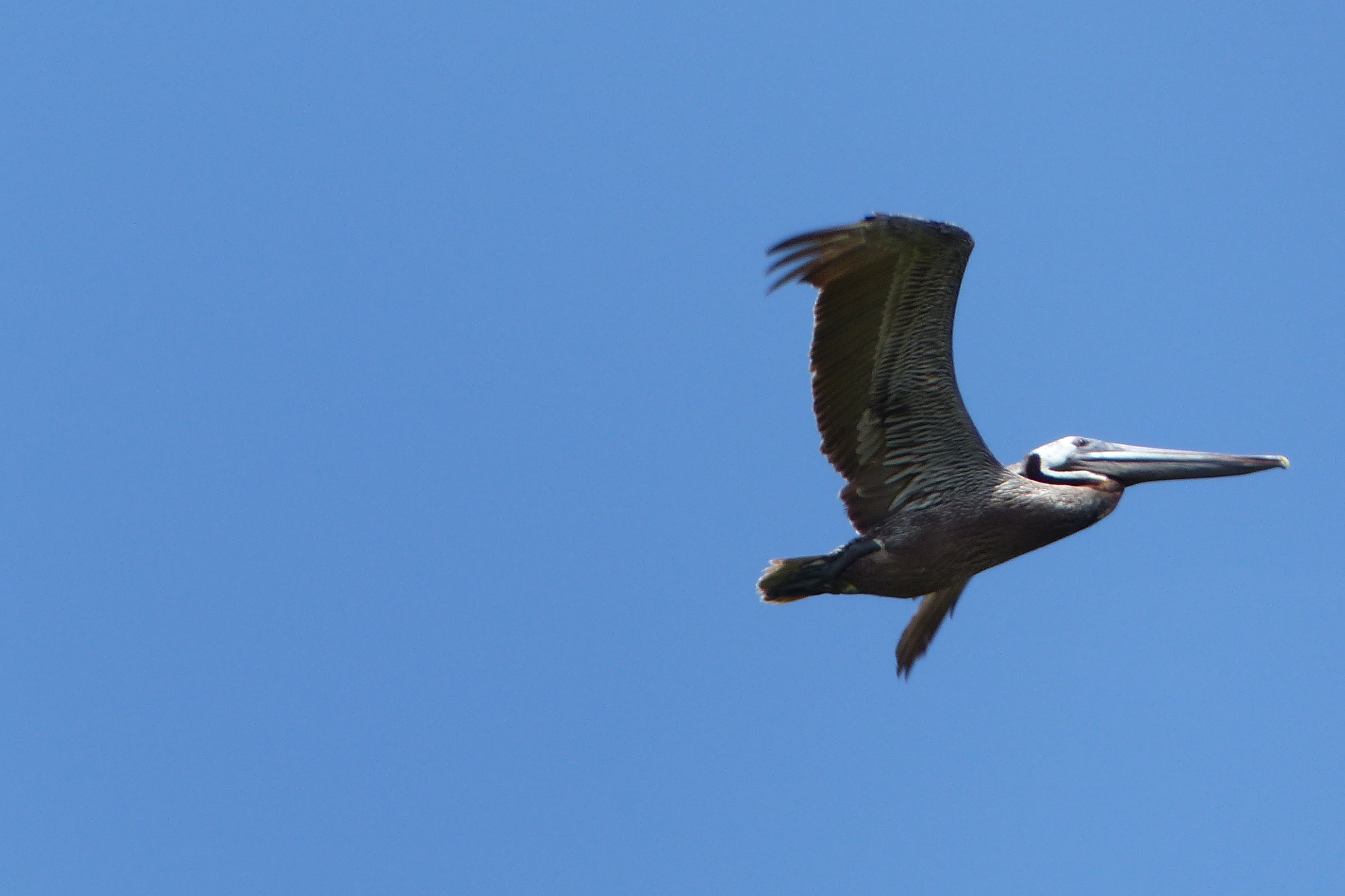
Pelikaan
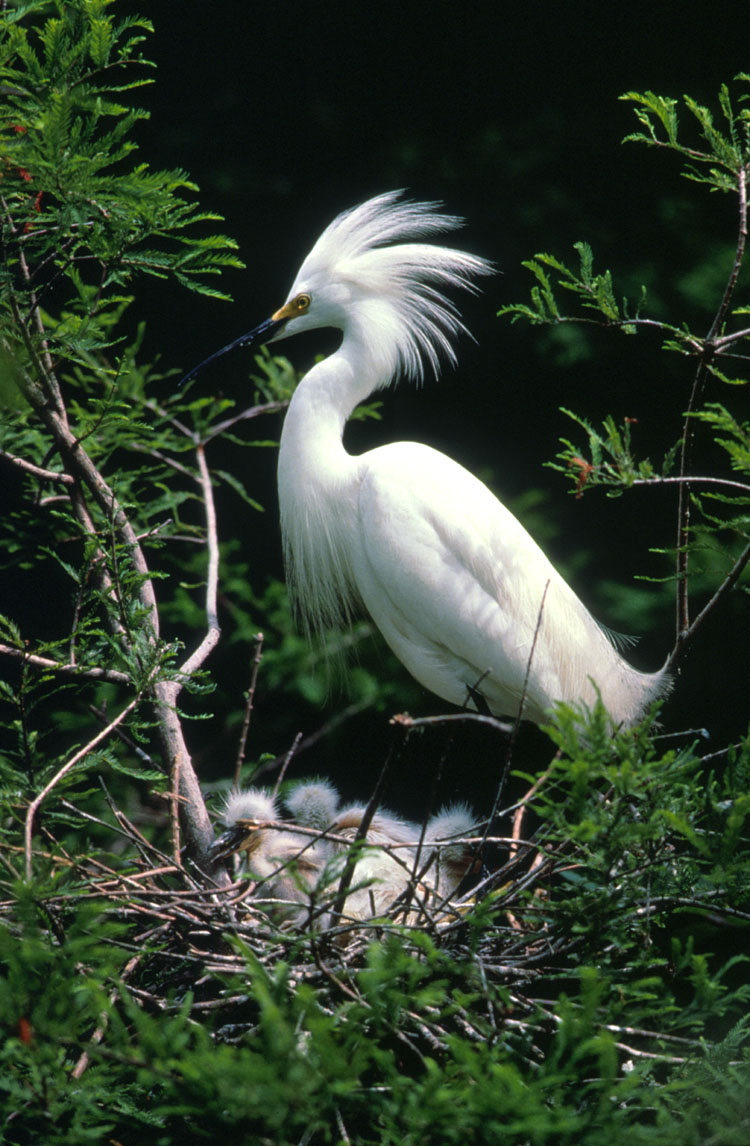
Amerikaanse kleine zilverreiger
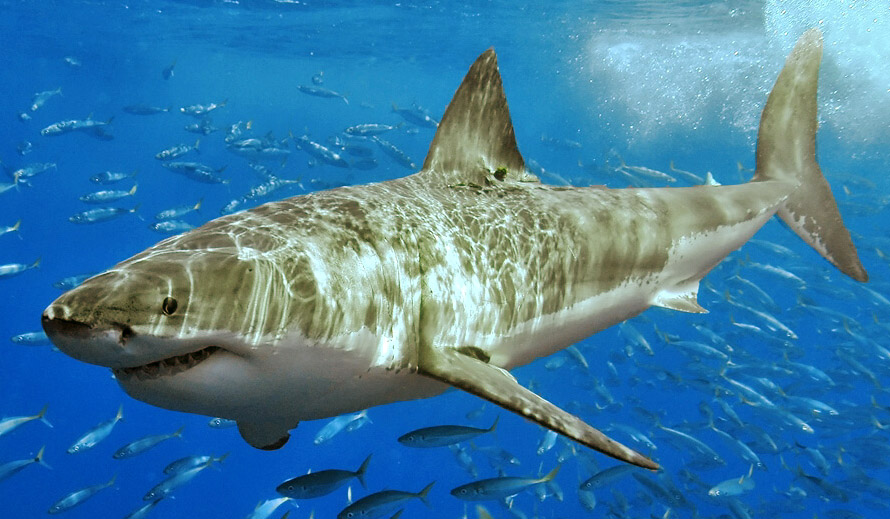
Witte haai nabij Isla Guadalupe (Mexico)